# David Tenorio Aguilera
David Tenorio Aguilera (Granada, 19 de diciembre de 1977), más conocido como David Tenorio, es un entrenador español de fútbol que actualmente se encuentra sin equipo. Su último club fue el Club Deportivo Badajoz de la Segunda Federación.

## Trayectoria
Tenorio comenzó su carrera de entrenador en 1999 dirigiendo en clubs modestos de la ciudad de Granada como Gabia Club de Fútbol, CD Ciudad de Granada, Club Deportivo Huétor Vega, al que dirige desde 2003 a 2005, Club Deportivo Santa Fe y Vandalia de Peligros Club de Fútbol.
En la temporada 2013-15, firma como segundo entrenador del Club Recreativo Granada de la Segunda División B de España, en el que trabajaría durante dos temporadas, siendo segundo entrenador de José Miguel Campos, Lluís Planagumà y Joseba Aguado.
En la temporada 2015-17, ocupa del cargo de segundo entrenador del primer equipo del Granada CF, donde trabaja durante cuatro temporadas, formando parte de los cuerpos técnicos de José Luis Oltra, Pedro Morilla Pineda, Miguel Ángel Portugal y Diego Martínez Penas.
El 26 de marzo de 2019, se convierte en entrenador del Club Recreativo Granada de la Segunda División B de España.
El 15 de febrero de 2021, sería destituido como entrenador del filial nazarí.
El 23 de marzo de 2023, se convierte en nuevo entrenador del Club Deportivo Badajoz de la Primera Federación, tras la destitución de José María Salmerón.A pesar de no lograr la permanencia en la categoría el conjunto pacense lo renovaría de cara a la temporada 2023-24 en Segunda Federación. Finalmente el 15 de octubre de 2023 el técnico andaluz sería cesado tras una sola victoria en las siete primera jornadas de liga dejando al equipo antepenúltimo en la clasificación.

## Clubs

### Como entrenador
| Club                                     | País   | Año       |
| ---------------------------------------- | ------ | --------- |
| Club Deportivo Huétor Vega               | España | 2003-2005 |
| Club Recreativo Granada (2.º entrenador) | España | 2013-2015 |
| Granada CF (2.º entrenador)              | España | 2014-2019 |
| Club Recreativo Granada                  | España | 2019-2021 |
| Club Deportivo Badajoz                   | España | 2023      |